# 小川航基
小川航基（1997年8月8日—），日本足球運動員，現效力荷甲球隊NEC奈梅亨，司職前鋒，日本國家足球隊成員。

## 俱樂部生涯
小川航基出身神奈川县名校桐光学园，他是在2016年加盟磐田喜悦，他在这里开启了职业生涯。
2018年在日职保级附加赛，磐田喜悅主场迎战东京绿茵。主队上半场末段凭前锋小川航基罚球破门，下半场再由中场田口泰士入球赢2:0。
磐田喜悦的前锋球员小川航基将以“育成型租借”的形式加入水户蜀葵，租借期间至2020年1月31日。
磐田喜悦官方确认，在结束租借后，日本前锋小川航基已经从水户蜀葵重返了球队。
小川航基在横滨FC的出色表现，引起了外界的关注，23年7月，他以租借形式加盟荷甲球队NEC奈梅亨，开始了留洋之旅。代表奈梅亨出战的首场联赛，他就完成了进球。

## 國家隊生涯
6月份代表日本U22国家队参加了土伦杯的赛事并获得了亚军，在与巴西的决赛中攻入了进球。
在2019年东亚杯首场与中国的比赛小川航基並没有出场，其后与香港比赛成为他的成年国家队国际比赛首秀。日本队不到半小时就已经打进3球，其中小川航基在第26分钟打进了国际A级比赛首个进球。上半场补时阶段，小川航基就已经攻入两球，下半场小川航基再进一球，完成了东亚杯赛事首个帽子戏法。

## 外部連結
- 頁面在磐田喜悅 （页面存档备份，存于）
- 日本職業足球聯賽中的小川航基 （日語）